# Alicia Coppola

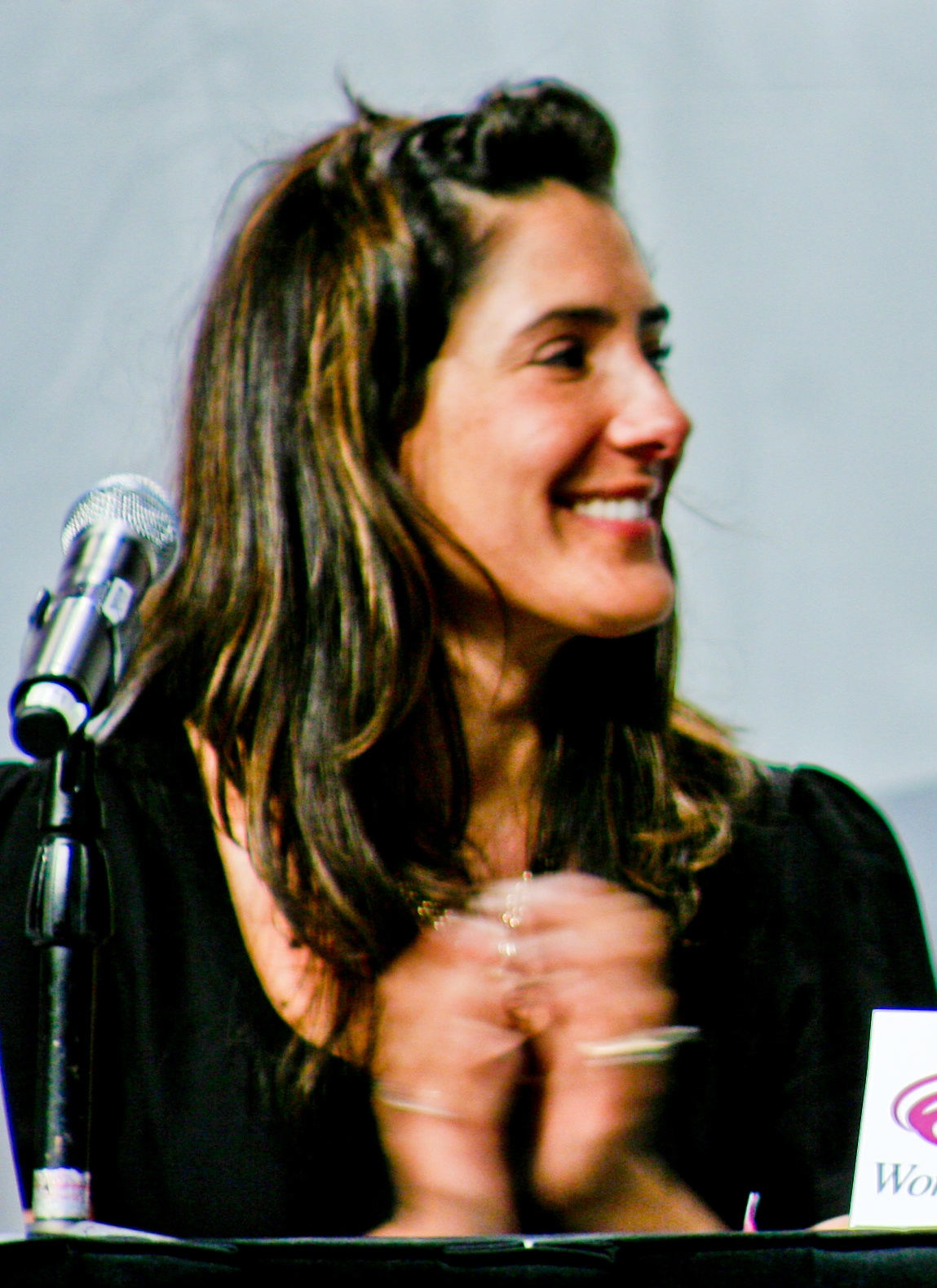
Alicia Coppola (2008)

Alicia Coppola (* 12. April 1968 in Huntington, Long Island) ist eine US-amerikanische Schauspielerin.

## Leben und Leistungen
Coppola schloss 1990 ihr Studium an der New York University ab. Sie debütierte 1989 als Moderatorin in der Fernsehshow Remote Control des Senders MTV. In den Jahren 1991 bis 1994 war sie in der Fernsehserie Another World zu sehen. Für diese Rolle erhielt sie 1993 den Soap Opera Digest Award und wurde 1994 erneut für den gleichen Preis nominiert.
2003 spielte Coppola im Thriller The Master Criminal die Rolle von Lucy Santini, der Ehefrau des Polizisten Mike Santini (Rob Lowe). Im Thriller Sin – Der Tod hat kein Gewissen spielte sie 2003 an der Seite von Gary Oldman, Ving Rhames und Kerry Washington eine der größeren Rollen. 2006 bis 2008 trat sie in der Science-Fiction-Fernsehserie Jericho – Der Anschlag als Finanzbeamtin Mimi Clark auf.
Coppola spielte Gastrollen in verschiedenen Fernsehserien, darunter Monk, Navy CIS, Lie to Me, Crossing Jordan, Star Trek: Raumschiff Voyager und Two and a Half Men.

## Privatleben
Coppola ist mit dem Schauspielkollegen Anthony Michael Jones verheiratet und hat drei Töchter.

## Filmografie (Auswahl)

### Filme
- 1992: Tod unter den Palmen (The Keys, Fernsehfilm)
- 1996: Geschäft mit dem Leben (For the Future: The Irvine Fertility Scandal, Fernsehfilm)
- 1998: Skyjacker – Jagd in den Wolken (The Perfect Getaway, Fernsehfilm)
- 1999: 2149 – Kampf in der Todeszone (Velocity Trap)
- 1999: Blood Money (Fernsehfilm)
- 2002: The Master Criminal (Fernsehfilm)
- 2003: Becoming Marty
- 2003: Welcome to the Neighborhood
- 2003: Sin – Der Tod hat kein Gewissen (Sin)
- 2007: Das Vermächtnis des geheimen Buches (National Treasure: Book of Secrets)
- 2008: Black Widow – Tödliche Verführung (Black Widow, Fernsehfilm)
- 2015: We Are Your Friends
- 2017: A Cowgirl's Story

### Fernsehserien
- 1991: Against the Law (eine Folge)
- 1991–1994: Another World
- 1994: New York Cops – NYPD Blue (NYPD Blue, eine Folge)
- 1995: Star Trek: Raumschiff Voyager (Star Trek: Voyager, Folge 1x1: „Der Fürsorger, Teil 1“)
- 1995: New York Undercover (eine Folge)
- 1995: Ein Hauch von Himmel (Touched By An Angel, eine Folge)
- 1997: Chicago Hope – Endstation Hoffnung (Chicago Hope, eine Folge)
- 1997: Der Sentinel – Im Auge des Jägers (The Sentinel, 2 Folgen)
- 1998: Pensacola – Flügel aus Stahl (Pensacola: Wings of Gold, eine Folge)
- 1998: Profiler (eine Folge)
- 1998–1999: Trinity (9 Folgen)
- 1999–2000: Cold Feet (10 Folgen)
- 2000–2001: Bull (20 Folgen)
- 2001: CSI: Den Tätern auf der Spur (CSI: Crime Scene Investigation, Folge: Niedere Instinkte)
- 2002: Ally McBeal (2 Folgen)
- 2002–2003: JAG – Im Auftrag der Ehre (JAG, Folge 8x21: Eisige Zeiten II)
- 2003: Dawson’s Creek (eine Folge)
- 2003: Dead Zone (The Dead Zone, Folge 2x7)
- 2003: Criminal Intent – Verbrechen im Visier (Law & Order: Criminal Intent, eine Folge)
- 2003: Für alle Fälle Amy (Judging Amy, eine Folge)
- 2003–2004: American Dreams (8 Folgen)
- 2003–2005: Crossing Jordan – Pathologin mit Profil (Crossing Jordan, 2 Folgen)
- 2004: Monk (Folge 3x3)
- 2004: Jack & Bobby (eine Folge)
- 2004–2005: Navy CIS (NCIS, 3 Folgen)
- 2005: Las Vegas (eine Folge)
- 2005: Blind Justice – Ermittler mit geschärften Sinnen (Blind Justice, eine Folge)
- 2005: Medium – Nichts bleibt verborgen (Medium, Folge 2x4)
- 2005: CSI: NY (eine Folge)
- 2005: Bones – Die Knochenjägerin (Bones, eine Folge)
- 2005–2013: Two and a Half Men (2 Folgen)
- 2006–2008: Jericho – Der Anschlag (Jericho, 24 Folgen)
- 2009: Drop Dead Diva (eine Folge)
- 2009: Lie to Me (eine Folge)
- 2010–2022: Navy CIS: L.A. (NCIS: Los Angeles, mehrere Folgen)
- 2011: Castle (eine Folge)
- 2011: Detroit 1-8-7 (eine Folge)
- 2011: The Nine Lives of Chloe King (4 Folgen)
- 2011: Suits (eine Folge)
- 2011: Revenge (eine Folge)
- 2012: Common Law (5 Folgen)
- 2013: Teen Wolf (Folge 3x08)
- 2014: Criminal Minds (Folge 10x4)
- 2016: MacGyver (Folge 1x09)
- 2016: Schatten der Leidenschaft (The Young and the Restless, 30 Folgen)
- 2016–2018: Shameless (9 Folgen)
- 2019: The Rookie (Fernsehserie, Folge 1x16)
- 2019: Empire (8 Folgen)
- 2019: Blood & Treasure – Kleopatras Fluch (Blood & Treasure, 12 Folgen)
- 2019: Why Women Kill (9 Folgen)
- 2020–2023: All Rise – Die Richterin (All Rise, 3 Folgen)
- 2021: Generation (4 Folgen)
- 2022/2024: Law & Order (2 Folgen)
- 2022–2023: 9-1-1: Notruf L.A. (3 Folgen)
- 2025: Chicago Med (1 Folge)